# Pierre-Roger de Mirepoix
Pierre-Roger IX de Mirepoix (en occitano: Pèire Rotger de Mirapeis; 1194?-1284?) fue señor de Mirepoix, vasallo del condado de Foix y caballero faidit, procedente de una familia consagrada al catarismo. Fue el jefe militar del castillo de Montsegur durante el sitio de la fortaleza a finales de la cruzada albigense.
Era hijo de Pierre-Roger de Mirepoix (?-1209) y de Marquésia. Se le conocen dos hijos: un bastardo llamado Roqueferre[cita requerida] (nombre encontrado entre los soldados del castillo de Montsegur) y Esquieu, nacido en Montségur de su esposa Filipa, hija mayor de Ramón de Pérella (Raimon de Perelha), señor de Montségur.
Desposeído de sus tierras durante el tratado de París a favor del mariscal y lugarteniente de Simón de Montfort Guy de Lévis en 1229, la historiografía le nombra como uno de los caballeros faidits más activos. En 1234 se instaló en el castillo de Montségur; guerrero experimentado, remodeló la estructura defensiva de la fortaleza y organizó la guarnición con caballeros faidits y una cincuentena de soldados. El 28 de mayo de 1242, Pierre-Roger y otros caballeros y sargentos del castillo bajo su mando, alertados por el senescal de Raimundo VII de Tolosa, Raymond de Alfaro, de una pernocta en Avignonet de un grupo de inquisidores presididos por el dominico Guillaume Arnaud, partieron de la fortaleza, viajaron a la ciudad y asesinaron a estos mientras dormían, en el contexto de un intento de sublevar a la población occitana contra las tropas francesas. Como consecuencia, tuvo lugar en Besiers un gran concilio católico en el que se decidió destruir el castillo y la armada real francesa reunida en la ciudadela de Carcasona se movilizó hacia Montsegur. En junio de 1243 los cruzados sitiaron el castillo, del que era el comandante de la guarnición; después de unos diez meses de resistencia sin avituallamiento, el 2 de marzo de 1244 Pierre-Roger inició una negociación de capitulación con el senescal del rey de Francia, en la que obtuvo el perdón de culpas pasadas para todos los sitiados en el castillo que abjurasen del catarismo y comparecieran ante el tribunal de la Inquisición pontificia, en caso contrario serían llevados a la hoguera; para ello se concedieron quince días de tregua. Tras la hoguera y quema, el 16 de marzo de 1244, de unas doscientas personas procedentes de la fortaleza, se le menciona poco en la historiografía especializada; está presente como caballero en Lordat en 1272 pero, dada su edad, podría tratarse de un homónimo.[cita requerida]